# Paštika

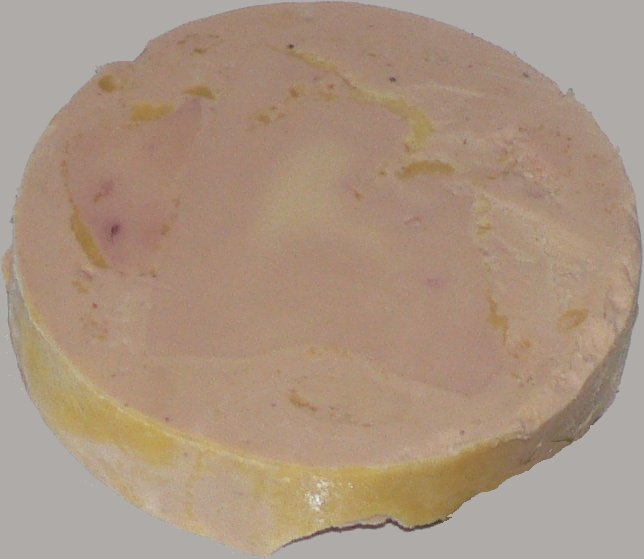
Paštika Bloc de foie gras

Paštika je roztíratelná masová pasta. Jedná se o tepelně zpracovaný uzenářský výrobek, zhotovený z jemně kutrované základní směsi, do které mohou být přimíchány hrubší kousky chuť nesoucí výplně (například hrubší jádra masa, špeku, hub, lanýžů či ořechů nebo mandlí).
Základní směs se homogenizuje mletím nebo kutrováním nahladko. Bývá tvořena tučnějším druhem masa a často i játry, zajišťujícími směsi rovnoměrné spojení při tepelné úpravě. Základní směs se ochucuje kořením (sůl, pepř, muškátový oříšek, specifická dochucovadla), u dražších paštik se doplňuje malé množství aromatického alkoholu (typicky koňak nebo jalovcová pálenka). Kořenění se volí výraznější, neboť paštiky se servírují studené a neměly by mít mdlou chuť. Hotová směs se vkládá do forem, někdy vyložených atraktivním obalem (plátky suchých druhů šunky či uzeného, plátky slaniny apod.) a mírně se zhutní pro vyloučení bublin. Paštika se prováří při teplotách těsně pod 100 °C do plného prohřátí celého objemu. Hmota přitom houstne a vyrovnává se chuť jednotlivých složek. Některé druhy paštik přitom želírují – želatinový obal se ponechává.
V české kuchyni jsou oblíbeny zejména konzervované paštiky s příměsí jater. Paštiky jsou populární v Belgii a Francii. V současné době se na českém trhu objevují většinou nekvalitní paštiky, do nichž jsou přidávány levné náhražky, jako jsou kuřecí či vepřové kůže, drůbeží separáty, sója, škrob, mouka apod.

## Domácí paštika
Konzervárenské podniky jsou svázány přísnými hygienickými předpisy. Přes široký sortiment distribuovaných výrobků, někteří lidé preferují vlastní výrobu paštiky, kterou si dochutí podle svého gusta.
Domácí výroba paštiky je rozšířena hlavně na vesnicích při zabíjačce. Základní suroviny jsou plec a játra. Důležitější jsou však především rodinné speciality: Pečené maso s výpekem, dozlatova usmažená cibulka, speciální koření podle starých rodinných receptů aj.